# Кіра (Айті)
34°48′14″ пн. ш. 137°4′3″ сх. д. / 34.80389° пн. ш. 137.06750° сх. д.
Кі́ра (яп. 吉良町, きらちょう, МФА: [kʲiɾa t͡ɕoː]) — містечко в Японії, в повіті Хадзу префектури Айті. Існувало протягом 1906 — 2011 років. Розташовувалося в південній частині префектури, на березі Мікавської затоки. Отримало статус містечка 1906 року. Площа становила 35,98 км². Станом на 1 лютого 2010 року населення становило 22 280 осіб, густота населення — 1055 осіб/км². 1 квітня 2011 року, разом з містечками Хадзу та Іссікі, увійшло до складу міста Нісіо.